# Sexmo de Valcorba
| Torrescárcela Aldealbar Bahabón Campaspero Cogeces del Monte Santibáñez |

   Los pueblos actuales del Sexmo de Valcorba.
El Sexmo de Valcorba es uno de los sexmos en que se divide la Comunidad de Villa y Tierra de Cuéllar.
En la actualidad, las localidades que integran esta división histórica son las de Campaspero, Bahabón, Torrescárcela, Cogeces del Monte, Aldealbar y Santibáñez de Valcorba, siendo esta la capital histórica original del sexmo y en donde se custodiaban las ordenanzas de la comunidad de 1499. El sexmo toma su nombre del Valcorba, arroyo que recorre la mayoría de las localidades de la zona. En el pasado, existieron otras localidades que formaron parte del mismo, pero a día de hoy se encuentran despobladas. Los despoblados más relevantes que integraron el sexmo valcorbano fueron los de Pociague, Minguela y Hontalbilla del Monte.
En la actualidad todo el territorio del antiguo sexmo, a excepción de parte de las tierras de Pociague, pertenece a la provincia de Valladolid, tras la división territorial de España en 1833, en la que abandonaron la provincia de Segovia, a la que históricamente habían pertenecido. Aun así, todos los municipios siguen formando parte de la Comunidad de Villa y Tierra de Cuéllar, aunque enclavados en el Campo de Peñafiel.